# Zora Kerova
Zora Ulla Keslerová (Praga, 11 de agosto de 1950) es una actriz, cantante y modelo checa. Conocida también como Zora Kerova, Zora Kerowa o Zora Keer, logró reconocimiento por protagonizar numerosas películas de terror italianas durante la década de 1980.

## Biografía
Nacida en Praga, inició su carrera como bailarina y cantante, y más adelante se convirtió en modelo fotográfica. Hizo su debut en la pantalla grande en el filme italiano La febbre americana (1978), y un año después apareció en el drama checo Křehké vztahy, y en otra película italiana titulada Terror Express. En los años 1980 apareció en filmes de terror como Antropophagus (1980), Cannibal Ferox (1981) y The New York Ripper (1982), de Lucio Fulci. Finalizando la década trabajó en otras dos obras de Fulci, Touch of Death (1988) y Sodoma's Ghost (1988).

## Filmografía
| Año  | Título                                   | Papel             |
| ---- | ---------------------------------------- | ----------------- |
| 1976 | La casa dalle finestre che ridono        | Mesera            |
| 1978 | Le evase - Storie di sesso e di violenze | Anna              |
| 1978 | La Febbre Americana                      | Lisa              |
| 1980 | Krehké vztahy                            | Bára              |
| 1980 | La ragazza del vagone letto              | Anna              |
| 1980 | Contes Pervers                           | Nathalie          |
| 1980 | La vera storia della monaca di Monza     | Virginia de Leyva |
| 1980 | Antropophagus                            | Carol             |
| 1980 | Jak napálit advokáta                     |                   |
| 1981 | Krakonos a lyzníci                       | Vichrová          |
| 1981 | Cannibal Ferox                           | Pat Johnson       |
| 1981 | Retez                                    | Marta Kavanová    |
| 1982 | Lo squartatore di New York               | Eva               |
| 1982 | Sny o Zambezi                            |                   |
| 1983 | I nuovi barbari                          |                   |
| 1983 | Vítr v lapse                             | Ilonka            |
| 1984 | Andel s Dáblem v Tele                    | Kristýna          |
| 1985 | Fesák Hubert                             | Ruza              |
| 1985 | Skalpel, prosím                          |                   |
| 1985 | Perinbaba                                |                   |
| 1986 | Operace me dcery                         |                   |
| 1988 | Quando Alice ruppe lo specchio           | Virginia Field    |
| 1988 | Il fantasma di Sodoma                    |                   |
| 1988 | Andel svádí dábla                        | Zanet Azárt       |
| 1988 | Kdo ví, kdy zacne svítat                 |                   |
| 1989 | Luna di sangue                           |                   |
| 1995 | Mollo tutto                              |                   |
| 1995 | Altrove                                  |                   |
| 1996 | Papà dice messa                          | Mara              |
| 2006 | La radice del male                       |                   |
| 2012 | Líbáš jako ďábel                         | Puppa             |

| Año  | Título                                       | Papel   | Notas      |
| ---- | -------------------------------------------- | ------- | ---------- |
| 1984 | Této noci v tomto vlaku                      | Marie   | Telefilme  |
| 1990 | Hansel e Gretel                              |         | Telefilme  |
| 1991 | L'ispettore Sarti - Un poliziotto, una città | Claudia | 1 episodio |
| 2001 | Resurrezione                                 |         | Telefilme  |